# Patrick Adrian Stamme
Patrick Adrian Stamme (* 29. April 1977 in Offenburg) ist deutscher Schauspieler, Sprecher und Sänger, der in der Castingshow Ich Tarzan, Du Jane! auftrat und Sänger und Gitarrist bei der Rockband The Lunacy war.

## Werdegang
Der in Offenburg geborene Baritenor hat eine vier Jahre jüngere Schwester und ließ sich an der Bayerischen Theaterakademie August Everding in Schauspiel, Gesang und Tanz ausbilden, nachdem er privat Gesangs- und Ballettstunden genommen hatte und Mitglied einer Band war. Er erhielt ein zweijähriges Stipendium der Walter-Kaminsky-Stiftung, mit dem er sein Studium 2003 erfolgreich abschließen konnte.
Schon während dieser Zeit wirkte Stamme bereits in Hair, Saturday Night Fever und Pal Joey am Akademietheater München mit. In On the Town und City Of Angels spielte er am Prinzregententheater. Nach der abgeschlossenen Ausbildung 2003 wurde er von der New Yorker Rockband Virgin Steele für die Heavy-Metal-Oper Lilith für die männliche Hauptrolle als Adam engagiert. Danach war er fest am Landestheater Schwaben als Schauspieler engagiert, wo er unter anderem den “Franz Moor” in Schillers Die Räuber, “Lucentio” in Shakespeares Der Widerspenstigen Zähmung und “Cleánte” in Molières Der Geizige spielte. 2005 war er in Berlin bei dem Musical 3 Musketiere als d'Artagnan, König Ludwig XIII, Confèrenciers/James und Swing engagiert. Anschließend war auf der AIDAaura und der AIDAvita in Soloabenden und Musicalproduktionen wie Atlantis zu sehen. Bis Juli 2008 spielte er dann den Sky in Mamma Mia!. Währenddessen bewarb er sich in der Castingshow Ich Tarzan, Du Jane! auf Sat.1 um die Titelrolle im Musical Tarzan. Im Musical Elisabeth war er sowohl in Berlin als auch in Zürich während der Tour durch Österreich und Deutschland zu sehen. An den verschiedenen Spielorten trat er als Fürst Schwarzenberg und Baron von Kempen sowie als Kaiser Franz Joseph und Der Tod auf. Parallel zur Tournee war er auch in dem Musical Der Graf von Monte Christo zu sehen. In den Jahren 2011 und 2012 war er bei der Welturaufführung des Musicals Hinterm Horizont in Berlin in der Rolle Der Irre und Udo (Cover). Bei den Thuner Seespielen 2012 wirkte er in der von Max Sieber inszenierten Open-Air-Fassung von Titanic – Das Musical mit. 2023 sang er die Rolle des Prinzen Erik in der Disney-Neuverfilmung Arielle, die Meerjungfrau.

## Schauspielrollen (Auswahl)
- Franz Moor in Die Räuber am Landestheater Schwaben in Memmingen
- Lucentio in Der Widerspenstigen Zähmung am Landestheater Schwaben in Memmingen
- Horvath in 'Müllers Tänzer' am Landestheater Schwaben in Memmingen
- Cléante in Der Geizige am Landestheater Schwaben in Memmingen

## Musicalrollen (Auswahl)
- Fürst Schwarzenberg, Baron von Kempen, Kaiser Franz Joseph und Der Tod in Elisabeth an mehreren Spielorten
- Sky in Mamma Mia! am Theater am Potsdamer Platz in Berlin
- Tarzan in Disneys Musical Tarzan am Theater Neue Flora in Hamburg
- Billy in Dirty Dancing am Theater am Potsdamer Platz in Berlin
- Der Irre, Udo in Hinterm Horizont am Theater am Potsdamer Platz in Berlin
- Cliff Bradshaw in Cabaret im Tipi am Kanzleramt in Berlin

## Diskografie
- 2005: Die 3 Musketiere – German Cast Recording
- 2011: Hinterm Horizont – Original Cast Album